# Мичковци
Мичковци (болг. Мичковци) — село в Болгарии. Находится в Габровской области, входит в общину Габрово. Население составляет 52 человека.

## Политическая ситуация
Мичковци подчиняется непосредственно общине и не имеет своего кмета, кметский наместник в селе — Стефан Иванов Големанов.
Кмет (мэр) общины Габрово — Томислав Пейков Дончев (Граждане за европейское развитие Болгарии (ГЕРБ)) по результатам выборов в правление общины.